# Jean-Claude Beaulieu
Pour les articles homonymes, voir Beaulieu.
Jean-Claude Beaulieu, né le 24 juin 1944 à Payroux (Vienne), est un chirurgien et homme politique français.

## Biographie
Chirurgien des hôpitaux de profession, Jean-Claude Beaulieu est suppléant de Dominique Bussereau, élu le 16 juin 2002, pour la XIIe législature (2002-2007), et de nouveau le 10 juin 2007, pour la XIIIe législature (2007-2012), dans la 4e circonscription de la Charente-Maritime. Il fait partie du groupe UMP. Il siège comme député à compter du 19 juillet 2002 au 14 décembre 2010, à la suite de la nomination de Dominique Bussereau comme membre du gouvernement.
En mars 2015, il est élu conseiller départemental du canton de Jonzac en tandem avec Chantal Guimberteau.

## Mandats
- 20/03/1989 - 21/03/1992 : membre du conseil régional de Poitou-Charentes
- 14/03/1983 - 19/03/1989 : membre du conseil municipal de Jonzac
- 20/03/1989 - 18/06/1995 : membre du conseil municipal de Jonzac
- 22/03/1992 - 14/03/1995 : vice-président du conseil régional de Poitou-Charentes
- 19/06/1995 - 18/03/2001 : membre du conseil municipal de Jonzac
- 22/03/1992 - 14/03/1998 : membre du conseil régional de Poitou-Charentes
- 15/03/1998 - 28/03/2004 : vice-président du conseil régional de Poitou-Charentes
- 19/03/2001 - 13/08/2002 : membre du conseil municipal de Jonzac
- 08/06/2002 - 18/06/2002 : député de la Charente-Maritime
- 19/06/2002 - 14/12/2010 : député de la Charente-Maritime
- 2008 - 2015 : conseiller général du canton de Jonzac
- 2015 - 2017: conseiller départemental du canton de Jonzac